# Provincia del Gran Chaco
La provincia del Gran Chaco es una provincia de Bolivia, ubicada al sur del país en el departamento de Tarija. Se encuentra en la región geográfica del Gran Chaco y cuenta con una población de 147 478 habitantes (según el censo del INE 2012). 
Su capital es la ciudad de Yacuiba, cerca de la frontera con la República Argentina.
En esta provincia se encuentran las mayores reservas de gas natural de toda Bolivia y las segundas en Sudamérica después de Venezuela.

## Historia

### SigloXIX
Durante el gobierno de Agustín Morales se emitió el Decreto Supremo del 31 de marzo de 1872 que creó el distrito territorial del Gran Chaco, cuya capital sería el pueblo de Caiza, así como la residencia oficial de la primera autoridad distrital. Este distrito se creó en vez de una provincia debido a la falta de población.
Cuatro años después, la provincia del Gran Chaco fue creada por Decreto Supremo N.º 331 del 12 de agosto de 1876, durante el gobierno del general Hilarión Daza. La normativa definía que la provincia Gran Chaco estaba conformada por los cantones de Caiza, como capital, Caraparí, Itaú, Yacuiba, Tartagal y las misiones de nueva fundación a la margen occidental del Pilcomayo. Dicho pronunciamiento fue dado en la ciudad de Potosí.
Mediante la ley del 19 de octubre de 1880, emitida durante el gobierno de Narciso Campero, se fijó una nueva delimitación para el Departamento de Tarija y sus provincias, donde también se elevó a Yacuiba a rango de capital de la Provincia Gran Chaco.
Mediante la ley del 10 de noviembre de 1898, durante el gobierno de Severo Fernández Alonso Caballero, se definió el límite departamental entre los departamentos de Tarija y Chuquisaca, que a la vez fueron los límites de la provincia del Gran Chaco al norte. En la ley se estableció que las misiones de Tarairí y San Francisco quedaban dentro de esta provincia.

### SigloXX

Mujer Choroque fotografiada en 1908 en la región del Gran Chaco, Bolivia.

A principios del siglo XX, el Congreso de Bolivia, por Ley del 27 de diciembre de 1905 creó la Delegación Nacional del Gran Chaco sobre toda la jurisdicción de la provincia homónima y bajo la directa tutela del Poder Ejecutivo. El entonces presidente, Ismael Montes, designó como Delegado Nacional a Leocadio Trigo Achá y le encomendó proseguir las tareas de colonización que venía desarrollando desde el año 1904 descendiendo la orilla izquierda del río Pilcomayo. Trigo escribió en un informe de 1906 que la Delegación Nacional estaba funcionando de acorde a la ley emitida anteriormente y mencionó que el centro administrativo de dicha delegación se organizaba en el punto antes ocupado por las misiones de San Francisco Solano y San Antonio de Padua. Es así que aquel centro, Capital de la Delegación del Chaco, se llamó Villa Montes en homenaje al presidente Ismael Montes.
Desde fines del siglo XX, varias organizaciones indígenas y municipios de la provincia Cordillera plantearon la creación del décimo departamento boliviano denominado Chaco o Gran Chaco, conformado por las provincias de Cordillera en el departamento de Santa Cruz, Luis Calvo y Hernando Siles, en el departamento de Chuquisaca, y O'Connor y Gran Chaco en el departamento de Tarija.

### Región autónoma
Mediante referéndum de 20 de noviembre de 2016, impulsado por Marco Antonio Cardozo Jemio y el presidente de la Asamblea Regional del Chaco, Carlos Rodríguez Cardozo, se aprobó posterior a su compatibilización el Estatuto Autonómico Regional, con 72.4% a favor, por lo que la provincia Gran Chaco decidió convertirse en la primera región autónoma del país: Región Autónoma del Gran Chaco Tarijeño.
La asignación del 45% de las regalías que percibe el departamento de Tarija por concepto de explotación de hidrocarburos a favor de la provincia Gran Chaco tiene su origen en la gestión de la ex Corporación de Desarrollo de Tarija – CODETAR, entidad pública creada en el año 1977 durante el gobierno de facto del Cnl. Hugo Banzer Suárez.
Este porcentaje se deduce del 11% que percibe el departamento de Tarija por concepto de regalías y beneficia a la provincia Gran Chaco de manera equitativa a los municipios de Yacuiba, Caraparí y Villa Montes en una proporción del 15 % para cada uno. El Directorio de CODETAR consideró que la provincia Gran Chaco a través de la explotación de hidrocarburos contribuía a la región  y admitió la demanda de la comunidad del Chaco de compensación en su condición de provincia productora aprobando la Resolución N.º 16/83 de 30 de abril de 1983.
La mencionada Resolución de Directorio de la ex Corporación de Desarrollo de Tarija no señala en su texto la asignación porcentual del 45% de manera taxativa y reconoce la asignación de recursos económicos considerando el monto de regalías producidas por la provincia Gran Chaco en la gestión 1983 y la cuantía de inversiones aprobadas para esa provincia, cuyo (coeficiente) resultado es exactamente el 45%. Otro elemento señalado en la demanda de los representantes de la provincia del Gran Chaco se referían a que el territorio de la misma corresponde al 45 % del total del territorio del departamento de Tarija, argumento que reforzaba la propuesta de compensación en esa proporción. Mediante Ley 3038, la provincia —ahora Región Autónoma— percibe un 45% del 11% de regalías petroleras y el IDH para el departamento de Tarija, directamente transferibles a las secciones municipales, además de los recursos que se obtienen directamente del Gobierno Central. Esto permitió contar con un presupuesto envidiable para el desarrollo integral de la región chaqueña.

## Geografía

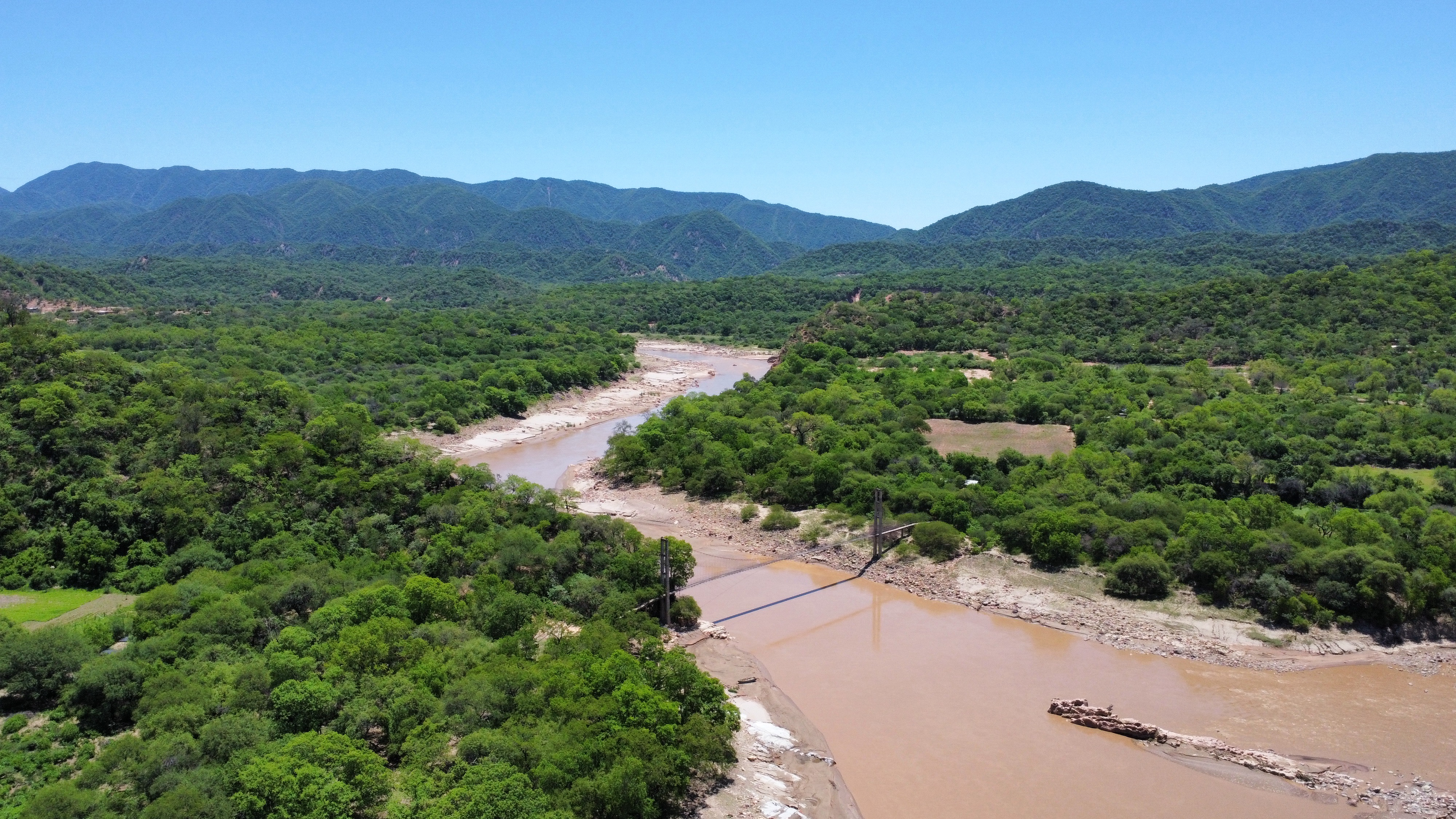
El río Pilcomayo a su paso por el Área natural de manejo integrado Aguaragüe, en el municipio de Villa Montes.

La provincia tiene una extensión de 17.428 km², que la convierte en la provincia más grande del departamento de Tarija. En la región occidental se encuentra los pliegues subandinos como la Serranía del Aguaragüe, luego hacia el oriente se extiende la llanura chaqueña.
Limita al oeste con las provincias de O'Connor y Arce del departamento de Tarija, al sur con la República Argentina, al este con la República del Paraguay, y al norte con la provincia de Luis Calvo del departamento de Chuquisaca.

## Demografía
De acuerdo con el censo boliviano de 2024, la población de la provincia del Gran Chaco es de 159 237 habitantes.
La población de la provincia se ha más que duplicado en tres décadas:
| Año  | Habitantes | Fuente |
| ---- | ---------- | ------ |
| 1992 | 74.612     | Censo  |
| 2001 | 116.318    | Censo  |
| 2012 | 147.164    | Censo  |
| 2024 | 159.237    | Censo  |

El 41,9 % de la población es menor de 15 años. El 98,4 % de la población habla español, el 11,5 % quechua, el 3,0 % aymara y el 2,7 % guaraní. Además, en la provincia vive una importante comunidad menonita, que conserva su lengua (plautdietsch) y costumbres.

## Economía

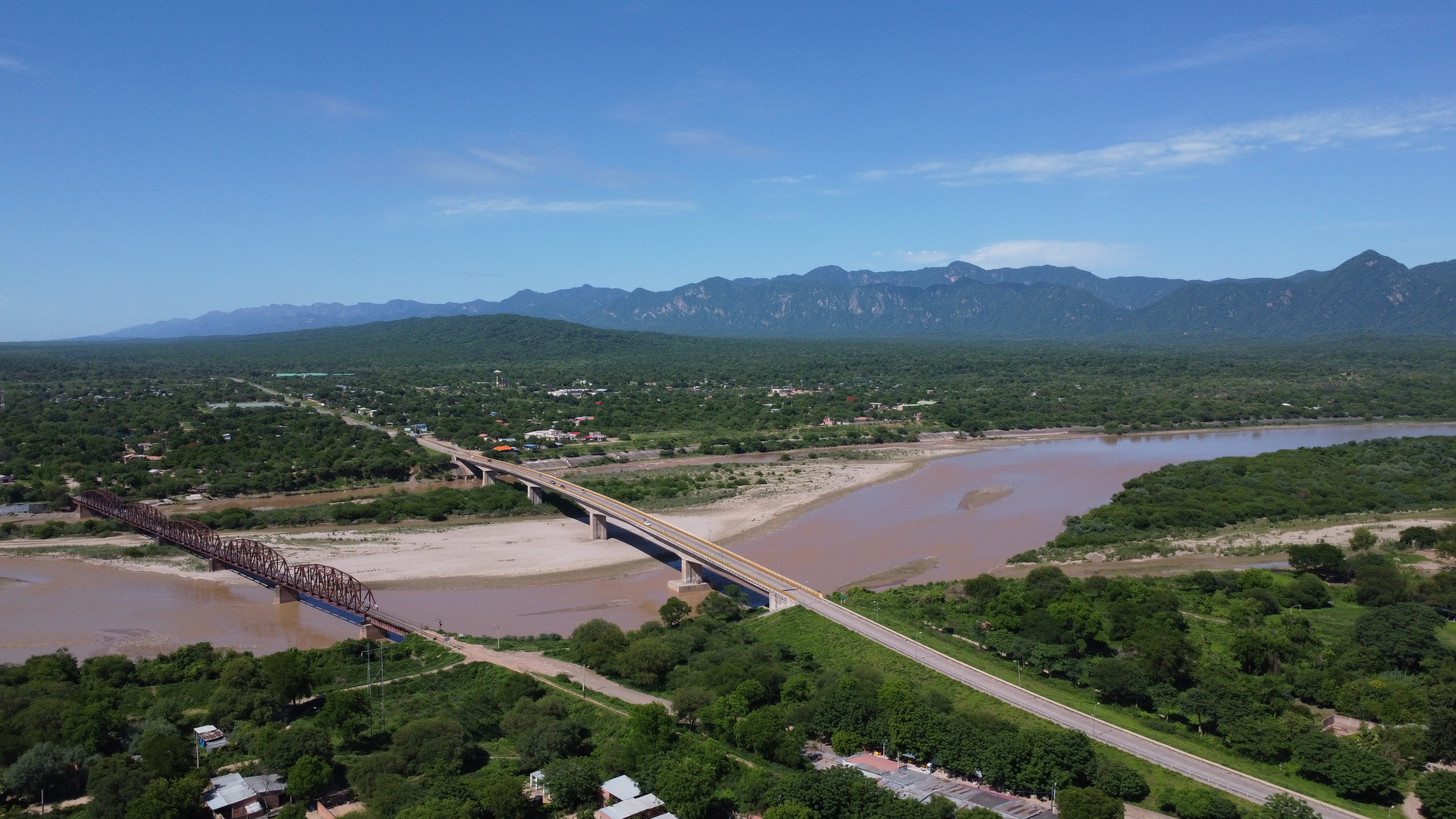
Puentes sobre el río Pilcomayo, en la ciudad de Villa Montes.

La provincia del Gran Chaco es conocida en Bolivia por tener la industria del gas natural, aunque también juegan un papel la ganadería y la agricultura y, en menor medida, el turismo. Las atracciones son el río Pilcomayo, rico en peces, el comercio fronterizo en Yacuiba, los eventos folclóricos y la Serranía del Aguaragüe en el oeste.
Los quesos producidos en la provincia del Gran Chaco se encuentran en todo el departamento, incluido el típico queso chaqueño que es blanco y salado y variantes locales como el queso caizeño. Estos quesos se venden en lotes grandes, los vendedores lo ofrecen a la venta en todos los mercados para probarlo y es una parte integral del té de la tarde en muchas familias.

## Lugares turísticos
- Pesca y paseo del Río Pilcomayo
- Museo de la Guerra del Chaco en Villamontes
- Zona comercial fronteriza de Yacuiba
- Estancias ganaderas y festivales folklóricos
- Serranía del Aguaragüe
- Reserva natural El Corbalán, cerca a la frontera con Paraguay

## División regional
La provincia Gran Chaco está dividida en tres municipios:
- Yacuiba
- Caraparí
- Villa Montes

Asimismo, comprende las siguientes comunidades y localidades
- Agua Blanca
- Aguayrenda
- Berety Chaco
- Caigua
- Caiza
- Campo Grande
- Campo Largo
- Campo Pajoso
- Canto del Agua
- Caraparí
- Chimeo
- Choere
- Crevaux
- La Grampa
- Ojo del Agua
- Palmar Chico
- Itavicua
- San Francisco del Inti
- Sachapera
- Sanandita
- Tierras Nuevas
- El Bagual
- Sunchal
- Los Sotos
- Quinchao
- Timboy
- Palmar Grande
- San Antonio
- Tarairí
- Camatindi
- Tiguipa
- Ibibobo
- Palo Marcado
- Samayhuate
- Fortín D'Orbigny
- Fuerte Viejo
- Saladillo
- San Alberto
- San Miguel de Arrozales
- Santa Rosa
- Cañitas
- Loma Alta
- Salitral
- Itaú
- Yacuiba
- Yaguacua
- Villa Ingavi
- Zapatera